# Maria Teresa de Luxemburgo
Maria Teresa (nascida María Teresa Mestre y Batista; Havana, 22 de março de 1956) é a esposa do Grão-Duque Henrique e Grã-Duquesa Consorte de Luxemburgo, desde a ascensão de seu marido em 2000.

## Nascimento e família
Nasceu na cidade de Havana em Cuba no mar do Caribe, como filha de José Antônio Mestre e de María Teresa Batista-Falla de Mestre.

## Educação
Em outubro de 1959, durante a Revolução Cubana, deixou Cuba com os seus pais. A família partiu para a cidade de Nova Iorque nos Estados Unidos, onde ela estudou na Marymount School. Em 1961, continuou os seus estudos no Lycée Français. Em sua infância, fez cursos de balé e de canto. Praticava esqui, patinagem no gelo e natação. Sua família também viveu na cidade de Santander, na Espanha, e na cidade de Genebra, na Suíça.
Em 1980, graduou-se na Universidade de Genebra em ciência política, onde conheceu o então príncipe Henrique de Luxemburgo. Por quatro anos, tiveram estudos similares e trabalhavam, às vezes, nos mesmos grupos de estudo. Foi autora de um relatório que comparava a legislação voltada para as mulheres com a maternidade dentro da União Europeia.

## Idiomas
Tem o espanhol como língua nativa, e também sabe falar francês, inglês, italiano, alemão e luxemburguês.

## Interesses sociais e humanos
Durante o mesmo período, demonstrou grande interesse em problemas sociais e humanos, seguindo a tradição de sua família: seus avós tinham ido para Cuba para se devotarem ativamente à filantropia e a tarefas culturais. Foi membro de um grupo em Genebra que cuidava de pessoas idosas. Também ensinava crianças em uma sala de aula.
Como grã-duquesa, recebeu títulos da UNESCO e da UNICEF, entre outras instituições. Também viajou para países como o Nepal, Mali, Bangladesh, Tailândia, Bósnia e Herzegovina, Laos, Quênia e Burundi, onde advogou, principalmente, pelas crianças pobres. 
Em 2006, recebeu o Path to Peace Award da Fundação Santa Sé, por sua "rentável contribuição às causas humanitárias".

## Casamento e família
Em 14 de fevereiro de 1981, casou-se com o então príncipe Henrique de Luxemburgo. O casal tive cinco filhos, quatro meninos e uma menina.
- Guilherme , nascido em 11 de novembro de 1981
- Félix, nascido em 3 de junho de 1984
- Luís, nascido em 3 de agosto de 1986
- Alexandra, nascida em 16 de fevereiro de 1991
- Sebastião, nascido em 16 de abril de 1992

Têm cinco netos:
- Príncipe Gabriel de Nassau (nascido em 2006); filho de Luís
- Príncipe Noé de Nassau (nascido em 2007); filho de Luís
- Princesa Amália de Luxemburgo (nascida em 2014); filha de Félix
- Príncipe Liam de Luxemburgo (nascido em 2016); filho de Félix
- Príncipe Carlos de Luxemburgo (nascido 2020); filho de Guilherme

## Bodas de coral de matrimônio
Em 14 de fevereiro de 2016, via Facebook oficial, a corte divulgou uma foto do casal em comemoração a sua Bodas de coral (35 anos) de casamento, com o texto: "Suas altezas reais o grão-duque e grã-duquesa estão comemorando seu aniversário de casamento neste domingo, 14 de fevereiro de 2016. Trinta e cinco anos de casamento celebrado no Dia de São Valentim!".
Não houve outros festejos oficiais.

## Controvérsias com a sogra
Em 2002, revelou à imprensa a que sua sogra, Josefina Carlota, por anos tramou a separação entre ela e Henrique porque não teria aceitado a sua condição de plebeia. As declarações quase chegaram a causar uma crise institucional e repercutiram na imprensa internacional.

## Deveres reais como grã-duquesa consorte
Ao lado do marido, realiza atividades oficiais em nome de Luxemburgo, visitando e servindo como anfitriã de chefes de estado e governantes. Também tem numerosos compromissos de âmbito social, humanitário e cultural.
As instituições que ela está ligada:
- Presidente da Fundação do Grão-Duque e da Grã-Duquesa
- Embaixador da Boa Vontade pela UNESCO (1997)
- Doutora Honoris Causa pela Universidade de Seton Hall (New Jersey, EUA, 1999)
- Doutora Honoris Causa pela Universidade de León (Nicarágua, 2003)
- Grã-Cruz da Ordem Militar de Cristo (Portugal, 6 de maio de 2005)
- Presidente de Honra da LuxFLAG (2006)
- Prêmio Peace Award da Santa Sé (2006)
- Defensora Eminente do UNICEF para as Crianças (2007)
- Dama da Grande Cruz de Honra e Devoção da Ordem de Malta (Roma, 2008)
- Grã-Cruz da Ordem Militar de Sant'Iago da Espada (Portugal, 7 de setembro de 2010)
- Prêmio Internacional de Solidariedade da Associação ELPIDA (2013)
- Grã-Cruz da Ordem do Infante D. Henrique (Portugal, 23 de maio de 2017)
- Presidente de Honra da Fondation Cancer
- Presidente da Cruz Vermelha de Luxemburgo
- Membro do Conselho Honorário do Comitê Paralímpico Internacional[8]
- Grã-Cruz da Ordem de Camões (Portugal, 11 de maio de 2022)

A grã-duquesa também realiza com frequência viagens oficias ao exterior como representante de Luxemburgo.

## Títulos
Os seus títulos:
- 22 de março de 1956 - 14 de fevereiro de 1981: Senhorita María Teresa Mestre y Batista
- 14 de fevereiro de 1981 - presente: Sua Alteza Real a Grã-Duquesa Maria Teresa de Luxemburgo